# Zoltán Jenő (színigazgató)
Zoltán Jenő (Dunaföldvár, 1876 – Gauting, Németország, 1911. április 1.) újságíró, színigazgató.

## Életútja
Jómódú polgári család gyermekeként született. Korán került szülővárosából a fővárosba és itt csakhamar mint hírlapíró és színikritikus jó hírnévre tett szert. Kedves modoráért, egyéni szeretetreméltóságáért sokan megszerették és Jaime – ez volt a beceneve – csakhamar népszerű és kedvelt ember lett színházi és írói körökben. De hajlamai a színpad felé vezérelték, aktív szerepre vágyódott, ezért 1901. november 16-án megnyitotta a Tarka Színpadot, a főváros első magyar nyelvű kabaréját,  annak igazgatója és menedzsere is lett – Kornai Bertát is ő vitte ekkor a színházhoz. Rákosi Jenőt és Beöthy Lászlót megnyerte rendezőnek, Spannraft Ágostonra, az Operaház díszlettervezőjére pedig a szcenikai feladatokat bízta. 1902 júniusában Leszkay Andrással bérbe vette a Magyar Színházat és annak igazgatására fordította minden idejét. Egyes darabokkal: Tavasz, Milliomos leány és különösen a Víg özveggyel – nagy sikerei is voltak, de amikor Leszkay 1907-ben a színház bérletéről szóló szerződését átruházta Beöthy Lászlóra, Zoltánnak is meg kellett válnia a Magyar Színháztól. 